# Municipio de Cleveland (condado de Davis)
El municipio de Cleveland (en inglés: Cleveland Township) es un municipio ubicado en el condado de Davis en el estado estadounidense de Iowa. En el año 2010 tenía una población de 761 habitantes y una densidad poblacional de 7,29 personas por km².

## Geografía
El municipio de Cleveland se encuentra ubicado en las coordenadas 40°44′46″N 92°24′16″O / 40.74611, -92.40444. Según la Oficina del Censo de los Estados Unidos, el municipio tiene una superficie total de 104.46 km², de la cual 103,68 km² corresponden a tierra firme y (0,75 %) 0,78 km² es agua.

## Demografía
Según el censo de 2010, había 761 personas residiendo en el municipio de Cleveland. La densidad de población era de 7,29 hab./km². De los 761 habitantes, el municipio de Cleveland estaba compuesto por el 98,16 % blancos, el 0,13 % eran afroamericanos, el 0,13 % eran amerindios, el 0,13 % eran de otras razas y el 1,45 % eran de una mezcla de razas. Del total de la población el 2,1 % eran hispanos o latinos de cualquier raza.